# 本吉町
本吉町（もとよしちょう）は、宮城県北東部、太平洋に面していた本吉郡の町。2009年（平成21年）9月1日に気仙沼市へ編入された。

## 地理
宮城県北東部、太平洋に面する町である。海岸部は南三陸金華山国定公園に指定されている。町の面積の70%が山林である。

### 自然
- 山岳：徳仙丈山、田束山、大神宮山、長の森山
- 河川：馬篭川、津谷川、沖ノ田川

## 歴史
- 奥州藤原氏の時代より、金の産出地（大谷鉱山）として平泉黄金文化を支えた。
- 南北朝時代は、葛西氏の所領となる。
- 江戸時代は、伊達氏の所領となる。
- 1869年（明治2年）- 廃藩置県により、桃生県の所属となる。
- 1875年（明治8年）- 津谷村、山田村、馬籠村の3村が合併し、御岳村（みたけむら）となる。平磯村、岩尻村の2村が合併し、大谷村となる。
- 1941年（昭和16年）11月3日 - 御岳村が町制施行・改称し、津谷町となる。
- 1955年（昭和30年）3月30日 - 津谷町、小泉村、大谷村が合併し、本吉町となる。
- 2009年（平成21年）9月1日 - 気仙沼市に編入合併。

## 行政
- 最後の町長：森琢男（2005年 - 2009年）

## 対外関係

### 友好都市

#### 国内
- 栗駒町（現：宮城県栗原市）
  - 1988年（昭和63年）7月16日 友好都市「吉里吉里同盟」締結。

#### 海外
- 吉林市昌邑区（中華人民共和国）
  - 2002年（平成14年）8月30日 国際友好都市締結。

## 公的機関

### 警察
宮城県警察
- 気仙沼警察署（管轄：旧気仙沼市、本吉町）
  - 本吉駐在所
  - 大谷駐在所

### 消防
気仙沼・本吉地域広域行政事務組合
- 気仙沼消防署本吉分署

### 医療
- 本吉町立病院

## 経済

### 産業
- 産業別就業者数（2000年国勢調査）
  - 第一次産業：1,054人
  - 第二次産業：2,224人
  - 第三次産業：2,596人

## 郵便
郵便局
- 津谷郵便局（集配局）
- 大谷郵便局（集配局）
- 陸前小泉郵便局
- 馬籠郵便局

## 教育

### 高等学校
- 宮城県本吉響高等学校

### 中学校
- 本吉町立津谷中学校
- 本吉町立小泉中学校
- 本吉町立大谷中学校

### 小学校
- 本吉町立津谷小学校
- 本吉町立馬籠小学校
- 本吉町立小泉小学校
- 本吉町立大谷小学校

## 交通

### 鉄道
- 東日本旅客鉄道（JR東日本）
  - 気仙沼線：蔵内駅 - 陸前小泉駅 - 本吉駅 - 小金沢駅 - 大谷海岸駅
- 中心となる駅：本吉駅

### バス
- 高速バス・仙台 - 南三陸線
- 路線バス・ミヤコーバス

### 道路

#### 一般国道
- 国道45号
- 国道346号

#### 県道
主要地方道
- 宮城県道・岩手県道18号本吉室根線
- 宮城県道65号気仙沼本吉線

一般県道
- 宮城県道206号馬籠志津川線
- 宮城県道233号馬籠東和線

## 名所・旧跡・観光スポット・祭事・催事
- 前浜貝塚
- 徳仙丈山（ツツジの群生地）
- 田束山
  - 田束経塚群
- 大谷鉱山
  - 本吉町大谷鉱山歴史資料館
- はまなすステーション
- モーランド本吉
- 南三陸シーサイドパレス

### レジャー
- 大谷海水浴場
- 小泉海水浴場

### 祭り・イベント
- 徳仙丈山つつじ祭り
- 田束山石像公園祭り
- 大谷シーサイドフェスタ
- 小泉川夏祭り
- マンボウサンバ大会
- 本吉町長杯サーフィンコンテスト
- 山田大名行列（町指定無形文化財）
- 本吉町産業まつり